# Шишманово (Самоковско)
Вижте пояснителната страница за други значения на Шишманово.
Шишманово е бивше село в окръг София-град (сега Област София). До 1934 г. селото се е казвало Чамурлия. Залято е заедно със съседните села Калково и Горни Пасарел от водите на яз. Искър, при завиряването му в периода 1950-54 г. Жителите му са разселени в околните села, Самоков, София и плевенското село Победа. С указ от 1960 г., тези три села, дотогава в община Самоков са присъединени към територията на Столичната община като прилежащи към язовира.
В землището на селото се намира Шишмановският манастир „Успение Богородично“ (Чамурлийски/Самоковски манастир), който не е залят от язовира.